# Bombus huntii
Bombus huntii là một loài Hymenoptera trong họ Apidae. Loài này được Greene mô tả khoa học năm 1860.

## Hình ảnh

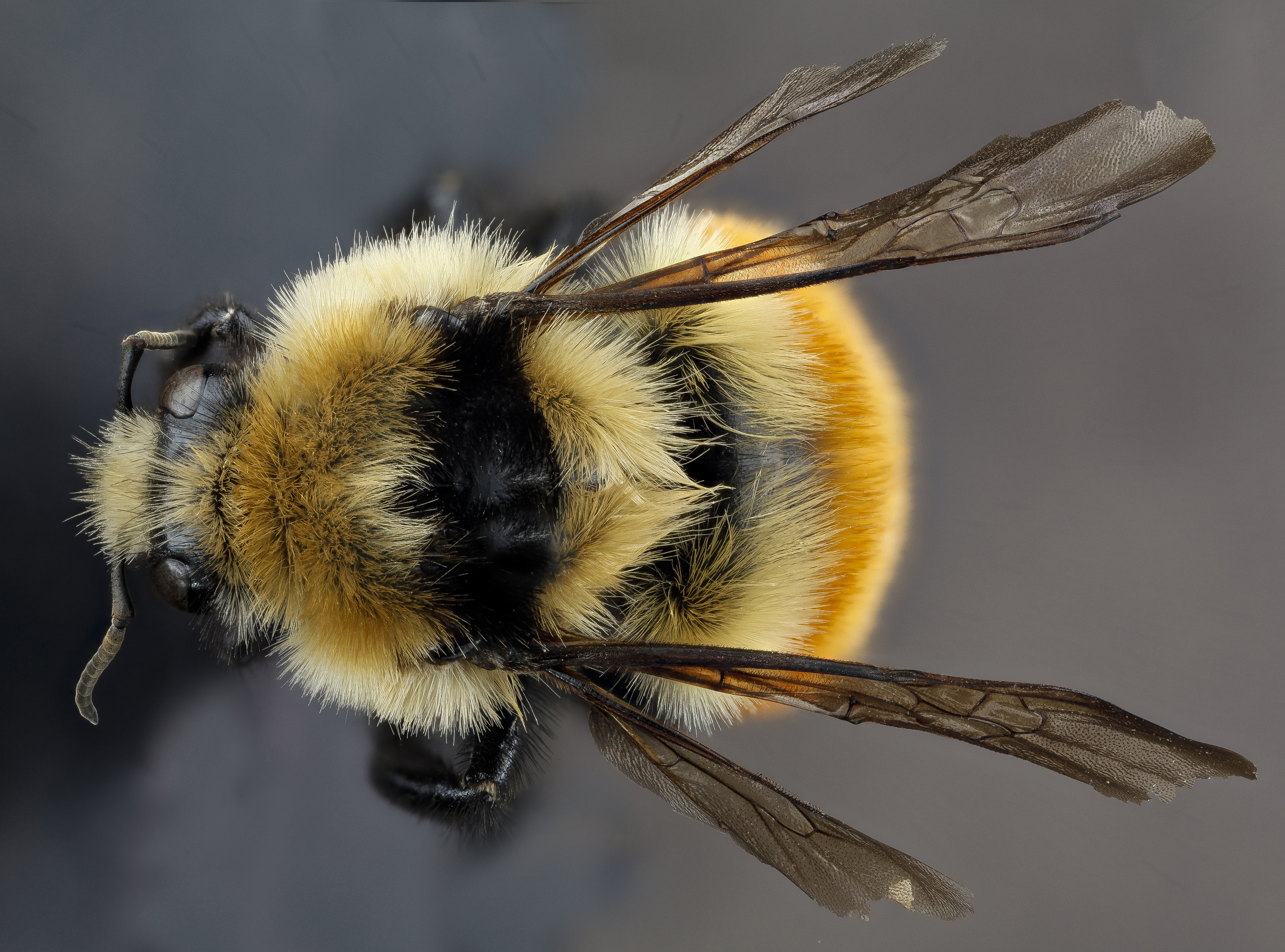
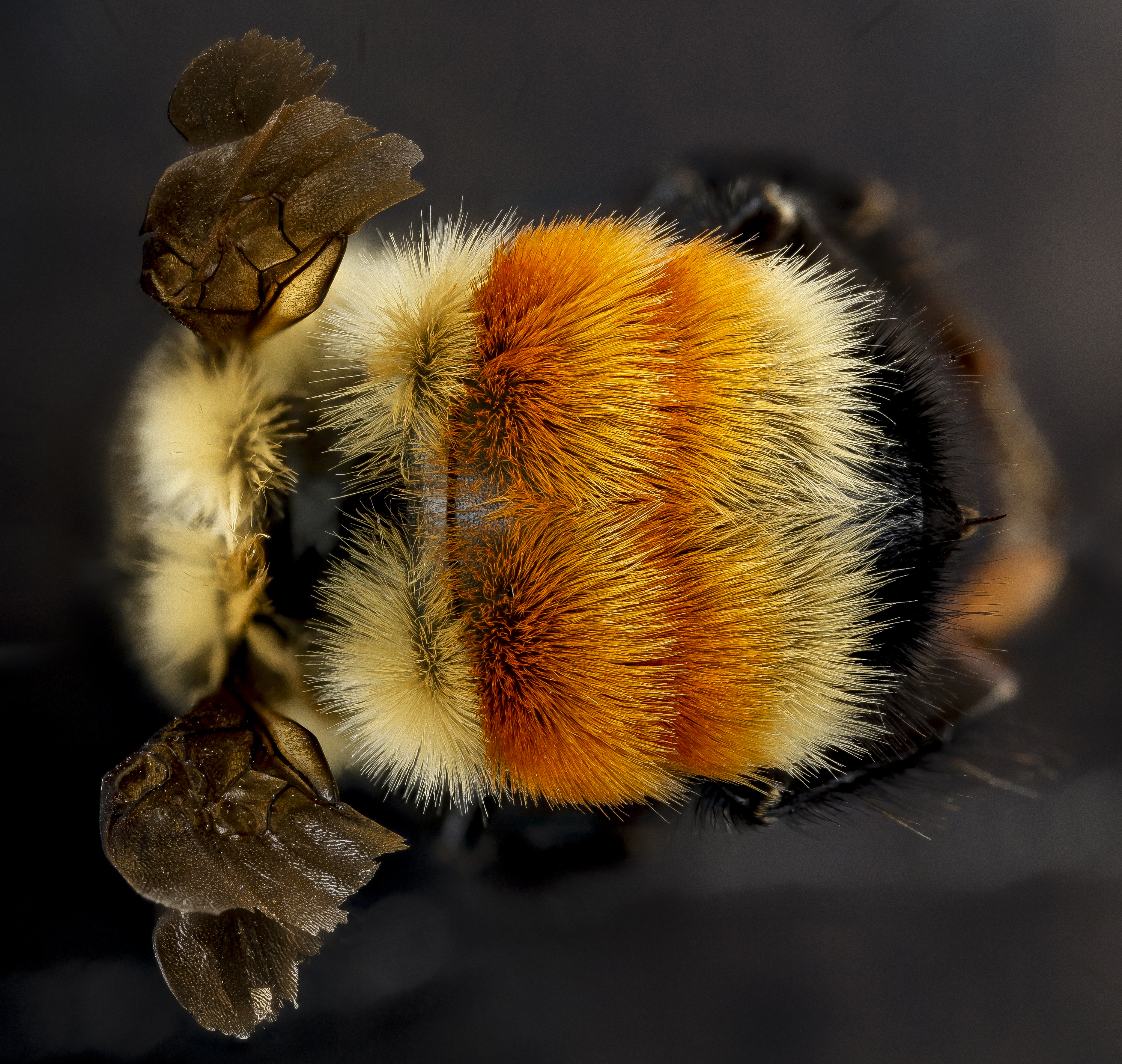
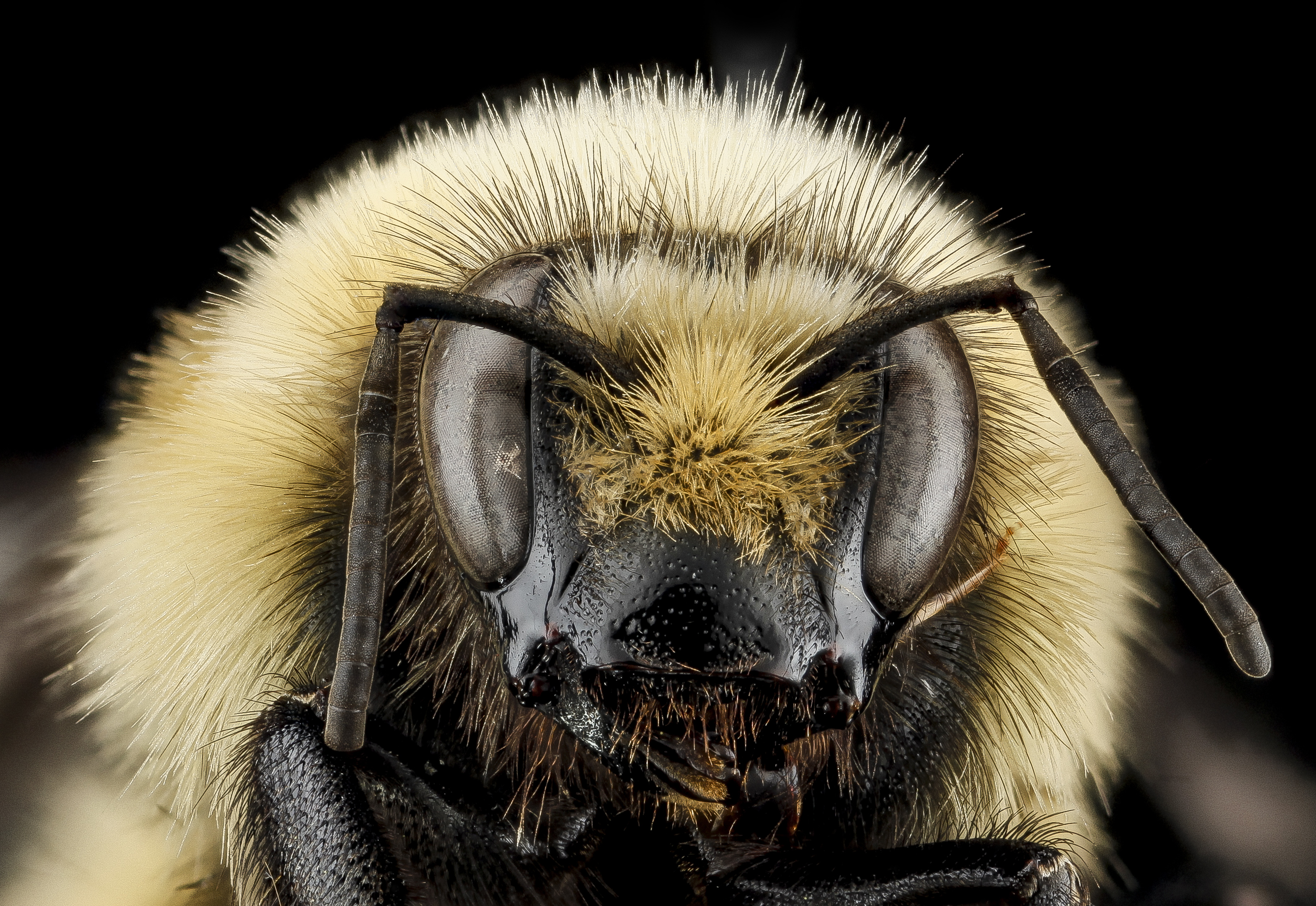
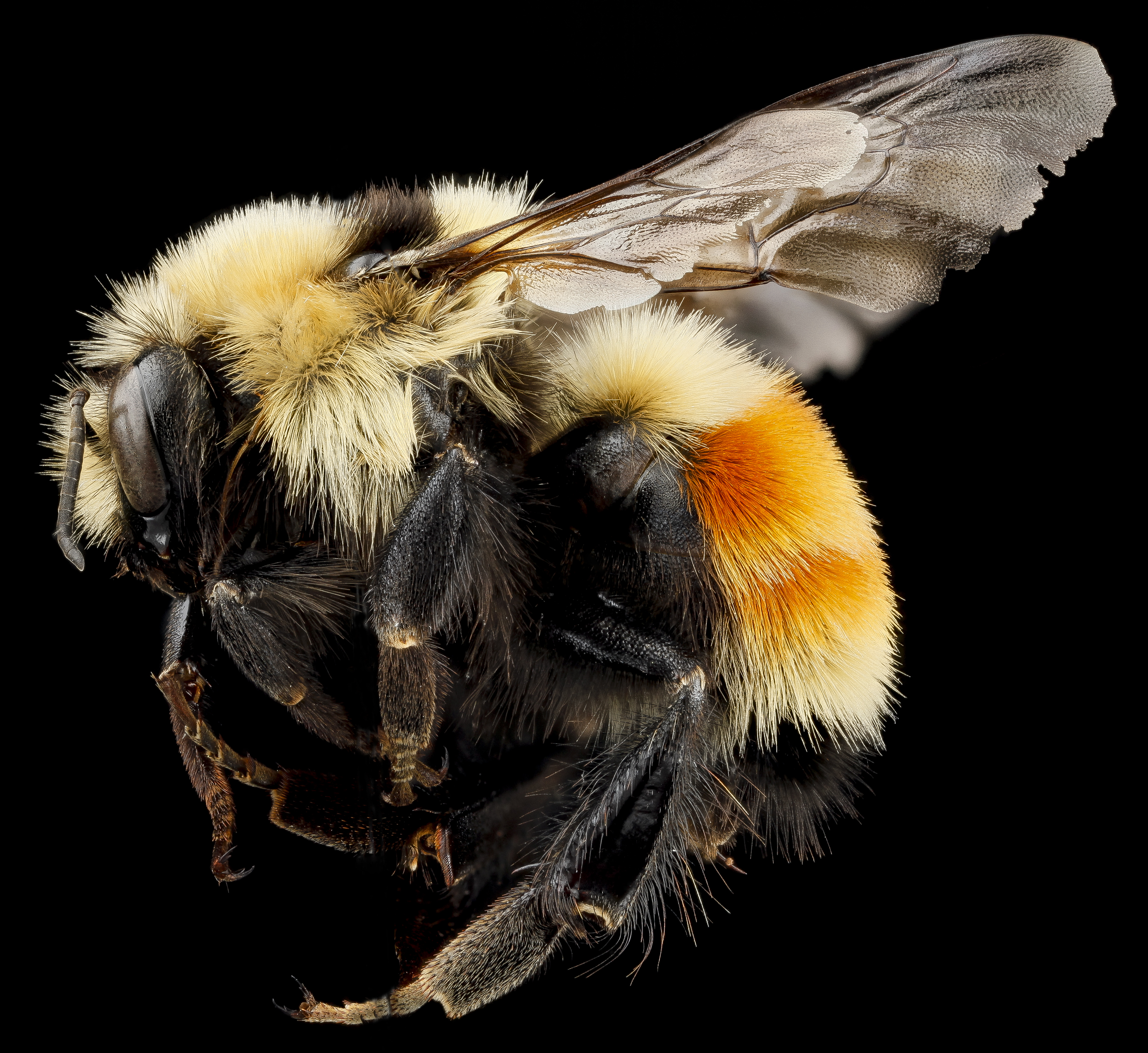